# تلال دوبروفر
تلال دوبروفر هي مجموعة من التلال تعود إلى العصر الجليدي تقع في ولاية براندنبورغ الألمانية. وتقع على بعد حوالي ستة كيلومترات جنوب شرق فورستفالده في مقاطعة أودر شبري.
الاسم مشتق من الكلمة السلافية التي تعني البلوط. .
يسهل الوصول إلى تلال دوبروفر من برلين أو فرانكفورت/أودر على الطريق السريع A12، على بعد كيلومترين فقط إلى الشمال.